# Dario de Vita
Dario De Vita (* 12. Februar 2000 in Köln) ist ein deutsch/italienischer Fußballspieler.

## Karriere
Dario de Vita wechselte 2016 nach neun Jahren in der Jugend vom 1. FC Köln zur Jugend vom FC Viktoria Köln. Dort kam er mit der U17 2016/17 in der Bundesliga West zum Einsatz und stieg mit der U19 unter Trainer Jürgen Kohler, der ihn wieder vermehrt als Innen-/Außenverteidiger ausbildete, als Meister der Mittelrheinliga 2018/2019 ohne Niederlage in die Bundesliga West auf. Im Mai 2019 stand er am letzten Spieltag der Saison 2019 zum ersten Mal im Kader der Regionalliga-Mannschaft und stieg an diesem Spieltag mit Viktoria Köln in die 3. Liga auf.
Zur 3.-Liga-Saison 2019/20 erhielt De Vita einen Profivertrag. Am siebten Spieltag der Saison wurde er gegen den FC Ingolstadt eingewechselt und kam somit zu seinem ersten Einsatz in einer Profiliga. Am 12. Spieltag kam De Vita gegen den SV Meppen zu seinem ersten Startelfeinsatz. Insgesamt kam de Vita in der Saison 19/20 auf acht Einsätze für die Viktoria. Aufgrund eines Kreuzbandrisses im Februar 2021 sowie einer weiteren schwerwiegenden Knie-OP im Februar 2022 kam der Innenverteidiger in den folgenden Spielzeiten lediglich auf einen weiteren Liga-Einsatz für die Kölner.
Daraufhin wurde sein im Sommer 2022 auslaufender Vertrag nicht verlängert und nach kurzer Vereinslosigkeit schloss er sich im folgenden Oktober dem Regionalligisten Alemannia Aachen an. Dort gab er eine Woche nach Vertragsunterschrift am 5. November 2022 gegen Rödinghausen sein Startelfdebüt in der Regionalliga West und kam daraufhin zu weiteren Kurzeinsätzen, bevor er sich im Frühjahr 2023 einer weiteren Knie-Op unterziehen musste. Seit der darauffolgenden Transferperiode des Sommers 2023 ist er bei keinem Verein mehr unter Vertrag.

## Erfolge
- Meister der Fußball-Regionalliga West: 2019
- Aufstieg in die 3. Liga: 2019